# Lynx lynx
El lince boreal, europeo, eurasiático o común (Lynx lynx) es una especie de mamífero carnívoro de la familia Felidae. Es el representante más común y conocido del género Lynx. Es un felino de tamaño medio, predador nativo de los bosques europeos y siberianos.

## Descripción
Es el lince de mayor tamaño y corpulencia: mide entre 80 y 130 cm de largo (más 11 a 24 cm de la cola), con una altura de 60 a 75 cm y entre 18 y 30 kg de peso. El cuerpo es fornido, las patas largas y la cola muy corta, incluso menor que en otros linces (que, a su vez, es algo inusual entre los felinos).
El pelaje varía entre pardo rojizo y amarillento, tornándose grisáceo y mucho más largo en invierno. El tamaño y abundancia de las manchas (circulares y oscuras, más abundantes en las patas) varía enormemente de unas regiones a otras, incluso dentro de una misma subespecie. En casos raros pueden llegar a darse animales sin manchas en el cuerpo. Por lo general, las poblaciones situadas más al norte y en hábitats más despejados presentan una menor concentración de manchas, mientras que la concentración de estas es máxima en los individuos que viven en bosques más densos, en el sur de su árrea de distribución. Así mismo, las manchas tienden a difuminarse y hacerse más escasas en invierno. La punta de la cola es negra. En la cara, “patillas” y orejas se observan manchas, marcas y líneas, también negras. En el extremo de las orejas se observa el característico “pincel” negro de los linces, que aumenta su capacidad de audición y también aumenta su capacidad de cazar.

## Hábitat
El lince boreal es predominantemente forestal, aunque también puede vivir en praderas y pastos de montaña de baja altitud.

## Comportamiento
Es un gran trepador y saltador. El territorio de un individuo es variable, llegando a los 185 km² de dominio directo en el caso de los machos (las hembras suelen tener territorios menores). Los individuos de diferente sexo solapan sus respectivas áreas y se toleran entre sí, cosa que no ocurre con los de su mismo sexo.

### Reproducción

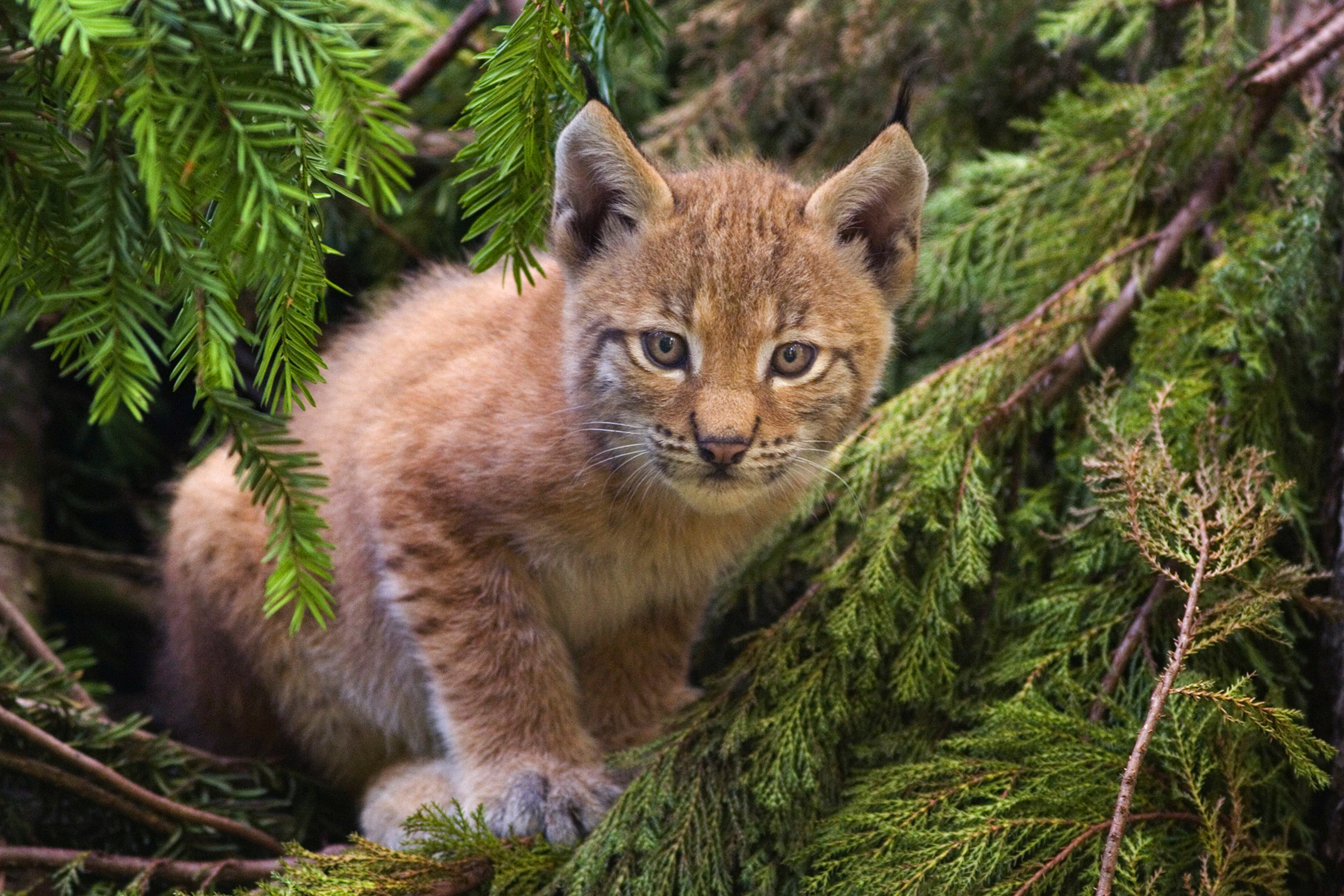
Cría de lince europeo.

Dentro del territorio de cada macho suele existir el de una hembra totalmente incluido dentro de aquel, que es con la que se aparea más frecuentemente. Cuando la hembra tiene crías, el macho (que no participa en su cuidado) suele evitar las áreas más frecuentadas por ésta y sus hijos, por lo que no hay competencia excesiva por el alimento con ellos. No obstante, el padre sigue defendiendo los límites de su territorio frente a otros machos con normalidad, por lo que durante esta época la hembra queda a salvo de disputas por el territorio o la comida, centrándose en sacar adelante a su prole.
La época de apareamiento tiene lugar entre enero y marzo. Durante dos días dentro de este periodo, macho y hembra se reúnen y parecen vivir una especie de noviazgo: si hasta entonces tendían a evitarse o simplemente se ignoraban, durante estas 48 horas viven, cazan, comen y duermen juntos. Cuando la hembra está dispuesta a copular, lo hace saber levantando la cola. Después del acoplamiento, ambos pueden volver a aparearse en días posteriores, pero lo normal es que las hembras lo hagan una sola vez al año. Los machos, por el contrario, buscan otras nuevas hembras después de dejar a la última, apareándose varias veces durante la época de cría.

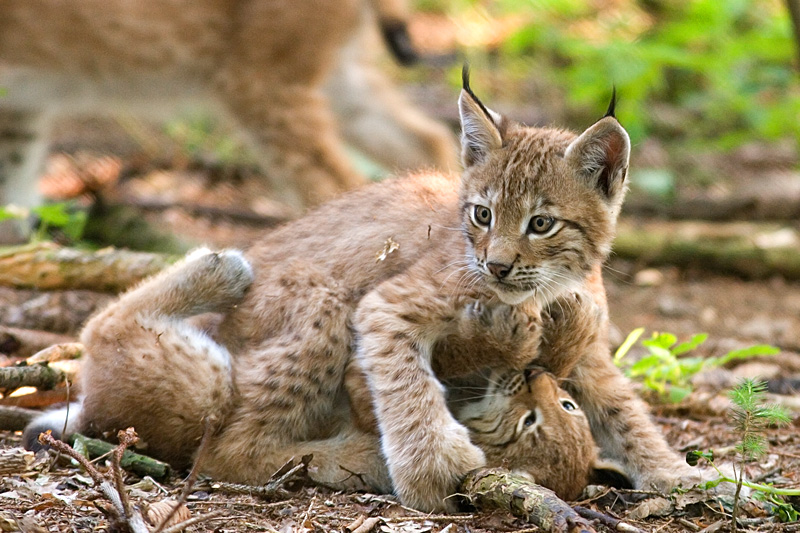
Crías durante el juego. Detrás se puede ver a la madre vigilante.

Entre 65 y 70 días después del apareamiento, la hembra da a luz normalmente de 1 a 5 crías diminutas (de 190 a 210 g de peso), aunque pueden darse partos mucho más numerosos (llegando a 12 crías en alguna ocasión). El parto acontece en una cueva, un refugio subterráneo o un hueco en la base de un árbol, naciendo las crías ciegas, desnudas y completamente desvalidas. Durante los primeros días, las hembras sólo dejan solas a sus crías durante el tiempo necesario para cazar y alimentarse.
A las dos semanas las crías abren ya los ojos y a las seis abandonan el cubil para seguir a su madre. Se convierten entonces en criaturas muy activas en la exploración del mundo (llegan a escalar grandes alturas en árboles solo por curiosidad) y pasan buena parte del tiempo jugando y aprendiendo a cazar.
Al cumplir un año inician su vida en solitario. Las hembras permanecen en áreas cercanas a las de la madre, mientras que los machos viajan largas distancias para encontrar su propio territorio. A esta edad, las hembras ya son aptas para reproducirse, mientras que los machos esperan alrededor de un año más para aparearse por primera vez.
Los linces pueden llegar a cumplir 20 años, pero lo normal es que vivan sólo de 12 a 15.

### Alimentación

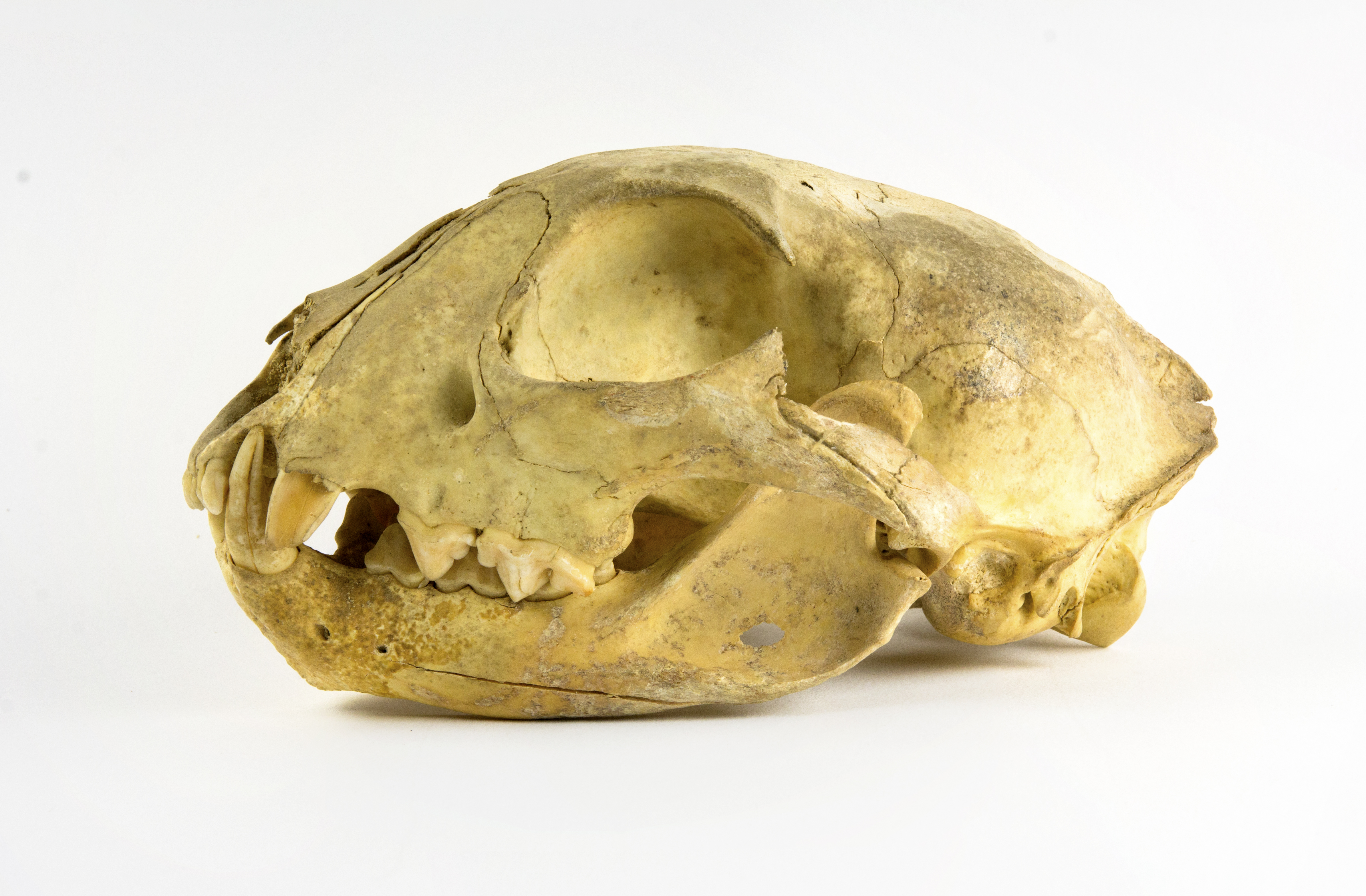
Lynx lynx - MHNT

Al contrario que otros felinos emparentados, los linces europeos basan su dieta en la captura de ungulados, generalmente jóvenes, que en ocasiones llegan a ser hasta cuatro veces más grandes que ellos. Entre estas presas se cuentan corzos, ciervos, muflones, rebecos, renos, cabras salvajes, íbices, gamos, ciervos almizcleros y  también se han visto alimentándose de crías de alces y  jabalís. Los individuos jóvenes y los que habitan en zonas más escasas en ungulados consumen con mayor frecuencia liebres, conejos, pikas, ardillas, ardillas voladoras, castores, ratones, topillos, marmotas, lirones, zorros, martas, gatos monteses,  perros mapaches, ratas almizcleras, lemmings, perdices, urogallos y faisanes. También se han visto y documentado un lince cazando en las granjas, alimentándose de ovejas, cabras y gallinas, y en este caso crías de vacas.

## Distribución y subespecies
El área de distribución original de esta especie es una de las más amplias entre los felinos, abarcando gran parte de Europa (donde se ha reducido considerablemente debido a la acción humana) y Asia. Puede alcanzar altitudes superiores a los 3400 m sobre el nivel del mar, y llega hasta los 72° de latitud norte, en la tundra siberiana que bordea el río Lena.

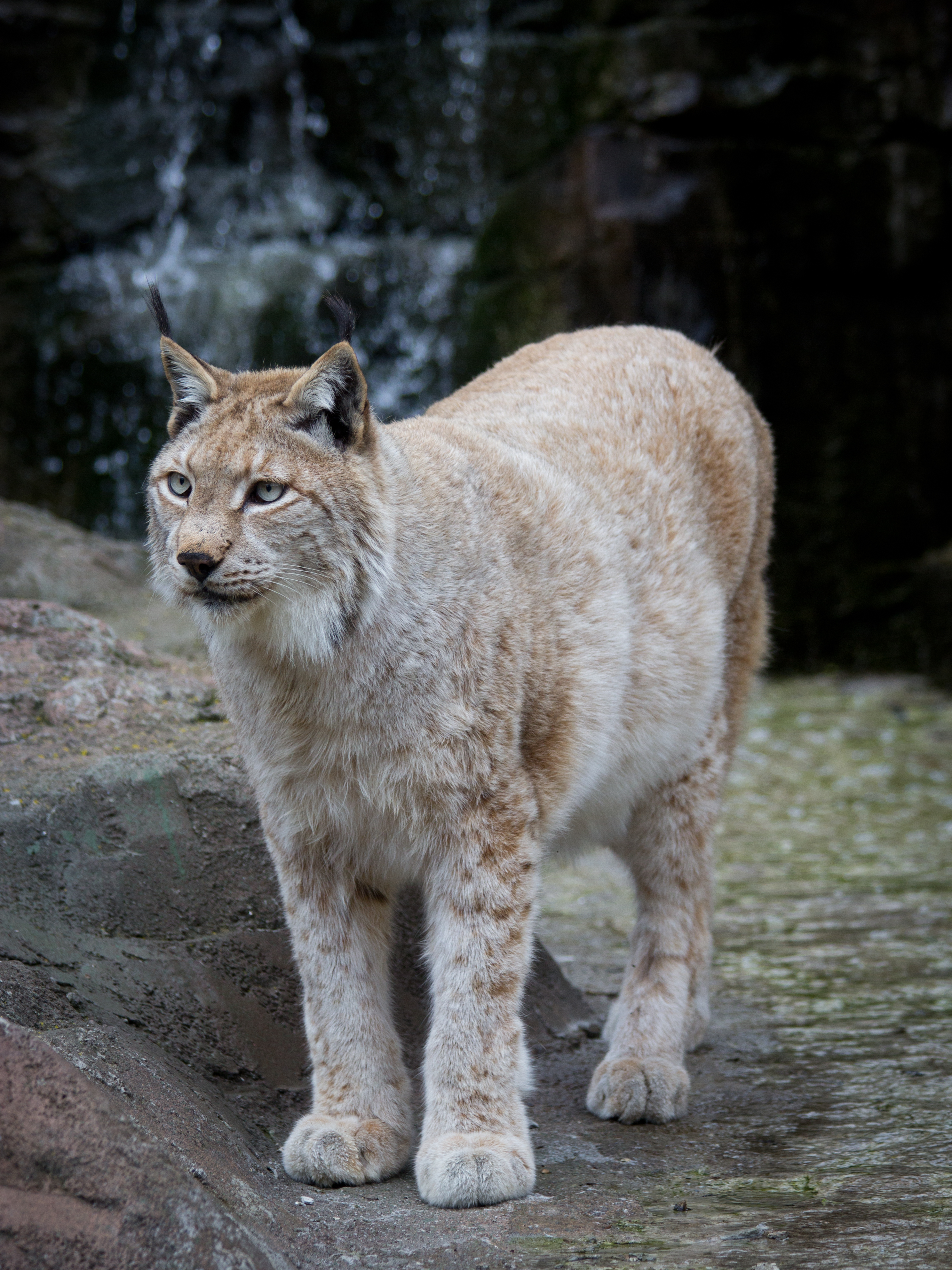
Lince euroasiático en el Zoo de Madrid.

- L. l. lynx: subespecie difundida por Escandinavia, Finlandia, Países bálticos, Polonia, Bielorrusia, gran parte de Rusia y Siberia Occidental.
- L. l. carpathicus: Subespecie centroeuropea. Hoy en día se encuentra reducida a algunas áreas montañosas de Rumania, Eslovaquia, Croacia, República Checa, Eslovenia y Suiza principalmente, con algunas incursiones en las zonas fronterizas de Italia, Alemania, Austria y Ucrania. Este lince ha sido reintroducido recientemente en los Alpes franceses.
- L. l. martinoi: Península balcánica.
- L. l. dinniki: Cáucaso, Turquía y noroeste de Irán.
- L. l. isabellinus: Tíbet, montes Tian Shan y otras áreas montañosas de Asia Central.
- L. l. wardi: Región del Altái.
- L. l. kozlovi: Al sureste del lago Baikal.
- L. l. wrangeli: Siberia Oriental, península de Kamchatka y zonas limítrofes de Mongolia y Manchuria. Es la subespecie más abundante, a la que pertenecen más del 80% de los linces eurasiáticos actuales.
- L. l. stroganovi: Región del río Amur y la isla de Sajalín. Por el sur llega a Corea del Norte y la Península de Liaoning.

La subespecie Lynx lynx sardiniae se extinguió, probablemente en 1967. Reducida a la isla de Cerdeña en tiempos recientes, es probable que esta subespecie también habitase antiguamente en Córcega. Asimismo, se ha relacionado al lince de Cerdeña con el que antes habitaba en la península italiana y Sicilia, llegando algunos autores a considerarlo una simple población italiana del lince centroeuropeo y no una subespecie por derecho propio (una solución intermedia agrupa a las poblaciones italianas en una nueva subespecie, Lynx lynx alpina, que se encontraría extinta en su forma pura, pero podría sobrevivir fuertemente mestizada con los linces de la subespecie carpathicus introducidos en los Alpes). Por otra parte, en los últimos años se ha señalado una posible relación de la subespecie sarda con el lince ibérico (Lynx pardinus), pero es más probable que las semejanzas con este se deban en realidad a una ligera evolución convergente, forzada por el clima mediterráneo.
En España habitó la franja norte de la península ibérica, donde pudo haber coexistido con el lince ibérico hace cientos o miles de años. Se estima que hasta el siglo XIX habitó aun en la cordillera Cantábrica y hasta los años 1950 en los Pirineos.

## Estado de conservación

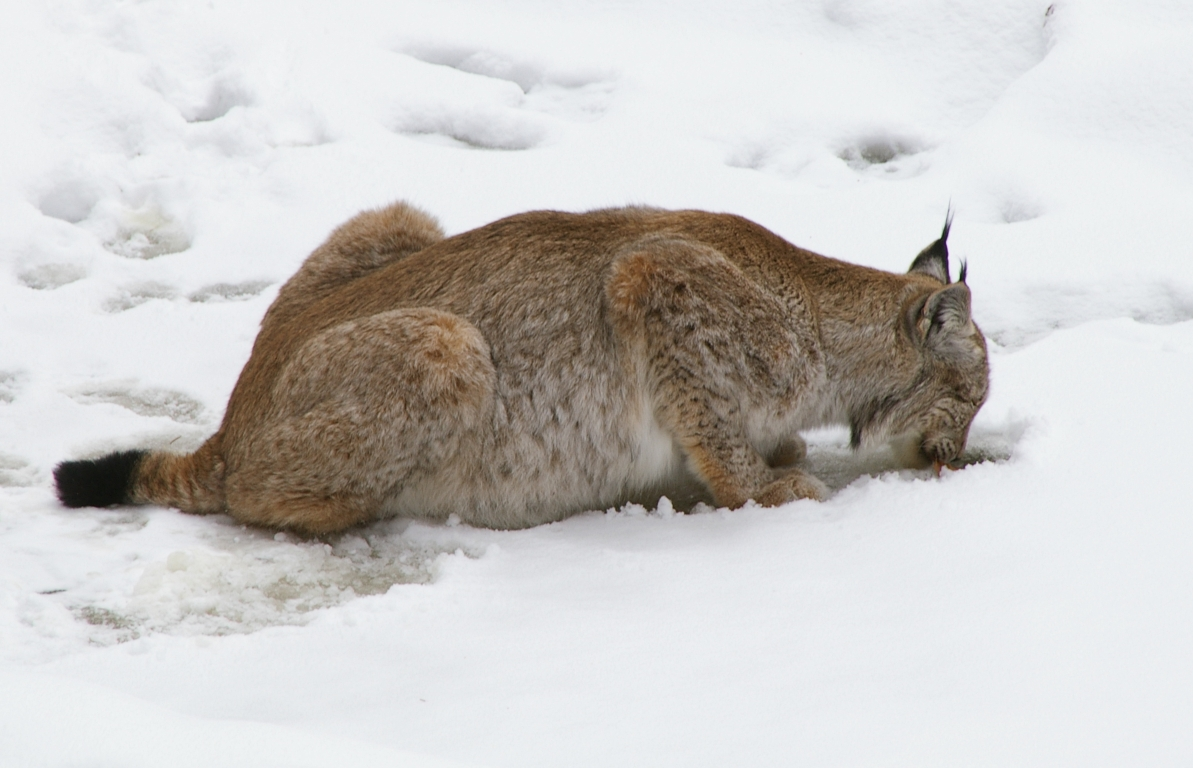
Lince de un parque nacional de Alemania. Tras ser exterminados en 1850, unos pocos animales fueron reintroducidos en áreas protegidas de este país.

Las principales amenazas para el lince eurasiático son la caza excesiva, tanto por su piel como para evitar su depredación sobre animales domésticos (sobre todo ovejas y cabras), la destrucción de su hábitat natural y la escasez de ungulados, su fuente de alimentación primordial en invierno. Aunque a nivel mundial se considera que la especie no está amenazada (debido en gran parte a la buena salud de la subespecie siberiana), el lince corre peligro de extinción en Europa, Oriente Medio y Asia Central, donde ha desaparecido de numerosas zonas.
En la actualidad, la caza de este animal está totalmente prohibida en Albania, Alemania, Austria, Bulgaria, Croacia, República Checa, Francia, Georgia, Grecia, Hungría, India, Irán, Kazajistán, Kirguistán, Nepal, Pakistán, Suiza, Tayikistán, Turkmenistán y Uzbekistán, así como en áreas concretas de Bután y Birmania. En China, Finlandia, Eslovaquia, Mongolia, Noruega, Polonia, Rumania, Suecia, Rusia y Turquía está permitida, pero sometida a una estricta regulación. Así pues, son pocos países los que todavía no han tomado medidas legales sobre esta actividad.